# Герб Рейкьявика
Герб Рейкьявика представляет собой официальную символику столицы Исландии, отражающую историческое значение и развитие города. Герб утверждён в 1957 году. Герб представляет собой геральдический щит английской формы, окрашенный в синий цвет. Немного выше центра щита изображены три зигзагообразные горизонтальные полосы. Полосы олицетворяют морские волны, береговую линию острова с горами и бухтами. Синий цвет символизирует морское пространство. Широкие серебряные полосы представляют собой символы двух мачтовых кораблей основателя Рейкьявика Ингольфа Арнарсона. 